# 荒木義朗
荒木 義朗（あらき よしろう、1921年（大正10年）7月9日 - 1989年（平成元年）6月3日）は、日本の銀行家。富士銀行頭取、会長、全国銀行協会連合会会長、経済同友会副代表幹事を歴任した。

## 人物・来歴
東京生まれ。府立高等学校を経て京都帝国大学法学部を卒業。学徒出陣し陸軍経理学校で終戦を迎える。
1945年（昭和20年）秋に安田銀行（後の富士銀行）に入行。本店の貸付審査部門を長く担当し、本所、広島の支店長を歴任した。
1970年（昭和45年）取締役に選任され、73年に常務、75年に副頭取、81年から頭取を務め、87年に会長に退く。この間、全銀協会長を2度務め、経済同友会副代表幹事を6年間にわたり担った。
経営に関して「企業のトップやリーダーは、まず身体が丈夫でなければなりません。体が弱ければ、必ず気も弱くなる。それと若い頃から全速力で走ること。息が切れるようじゃ上に進む資格はない。」など啓発的な提言もしていた。
中学1年から36歳までバスケットボールを続け、主将と監督も務めた。草月流の師範であったほか、30代で習った小唄は師範一歩手前まで進み、バラ栽培や写真を趣味とするなど多芸多才だった。1983年（昭和58年）5月からは、前年に死去した金子鋭（富士銀行元会長）の後任として日本相撲協会運営審議委員会委員を務めた。
1989年6月3日、肺炎のため慶應義塾大学病院で死去。67歳。